# Walter Frentz
  Walter Frentz    (Heilbronn, 21 d'agost de 1907 - Überlingen, 6 de juliol de 2004) va ser un càmera alemany, productor de cinema i fotògraf, que va estar involucrat en la propaganda basada en l'Alemanya nazi.
Frentzen va néixer a Heilbronn. Durant el règim nazi a Alemanya, va treballar com càmera de Leni Riefenstahl, de 1939 a 1945, va ser fotografiar i filmar les activitats dels líders de l'Alemanya nazi, incloent-hi el dictador alemany Adolf Hitler. Va estar amb Hitler al Führerbunker fins al 24 d'abril de 1945. Fou membre de les SS i va filmar els Jocs Olímpics de Berlín.
Es va refugiar al Führerbunker durant la batalla de Berlín. Va ser arrestat pels estatunidencs i posat en llibertat 6 mesos més tard. Posteriorment, va continuar el seu treball com a fotògraf i cineasta, la producció de diverses pel·lícules. Fou director de rodatge dels Jocs Olímpics d'estiu del 1952, i el 1970 va rebre una missió del Consell d'Europa sobre el patrimoni arquitectònic. Es mantindrà amb contacte amb els supervivents del Reich fins a la seva mort.
Va morir a Überlingen el 2004.